# Limnephilus rhombicus

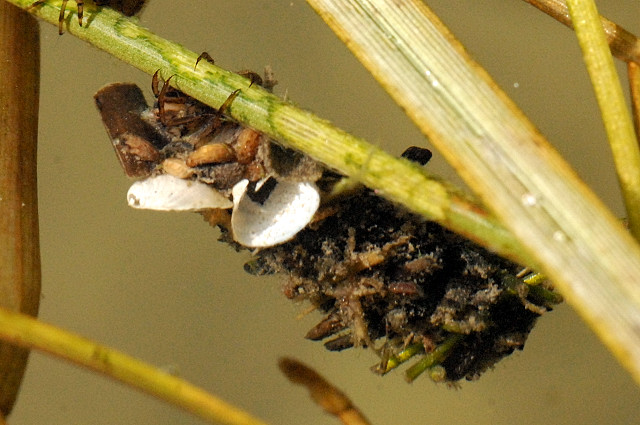
Eine Larve in ihrem Köcher

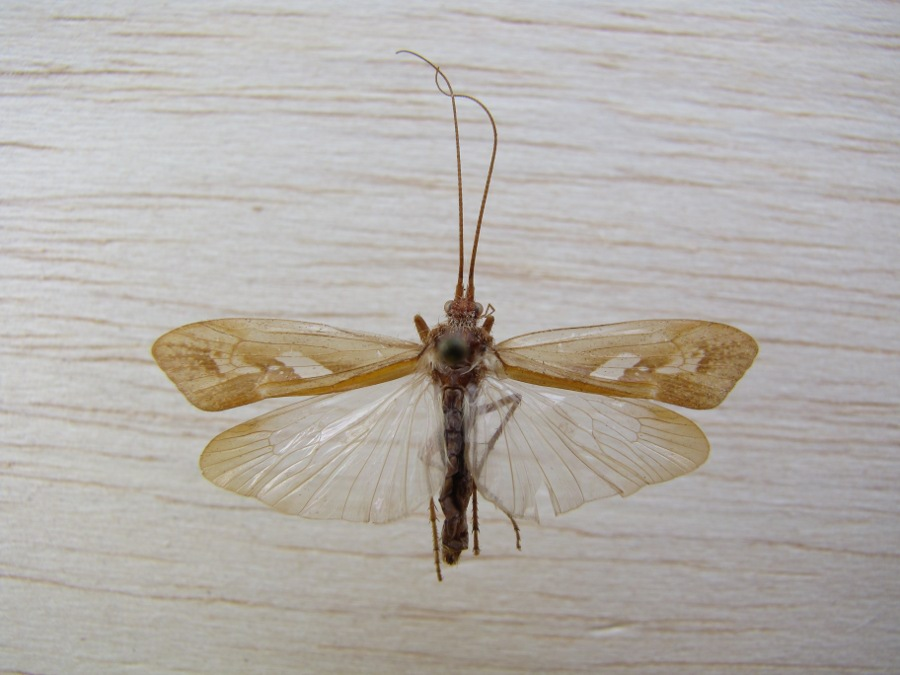
Ein präpariertes Exemplar

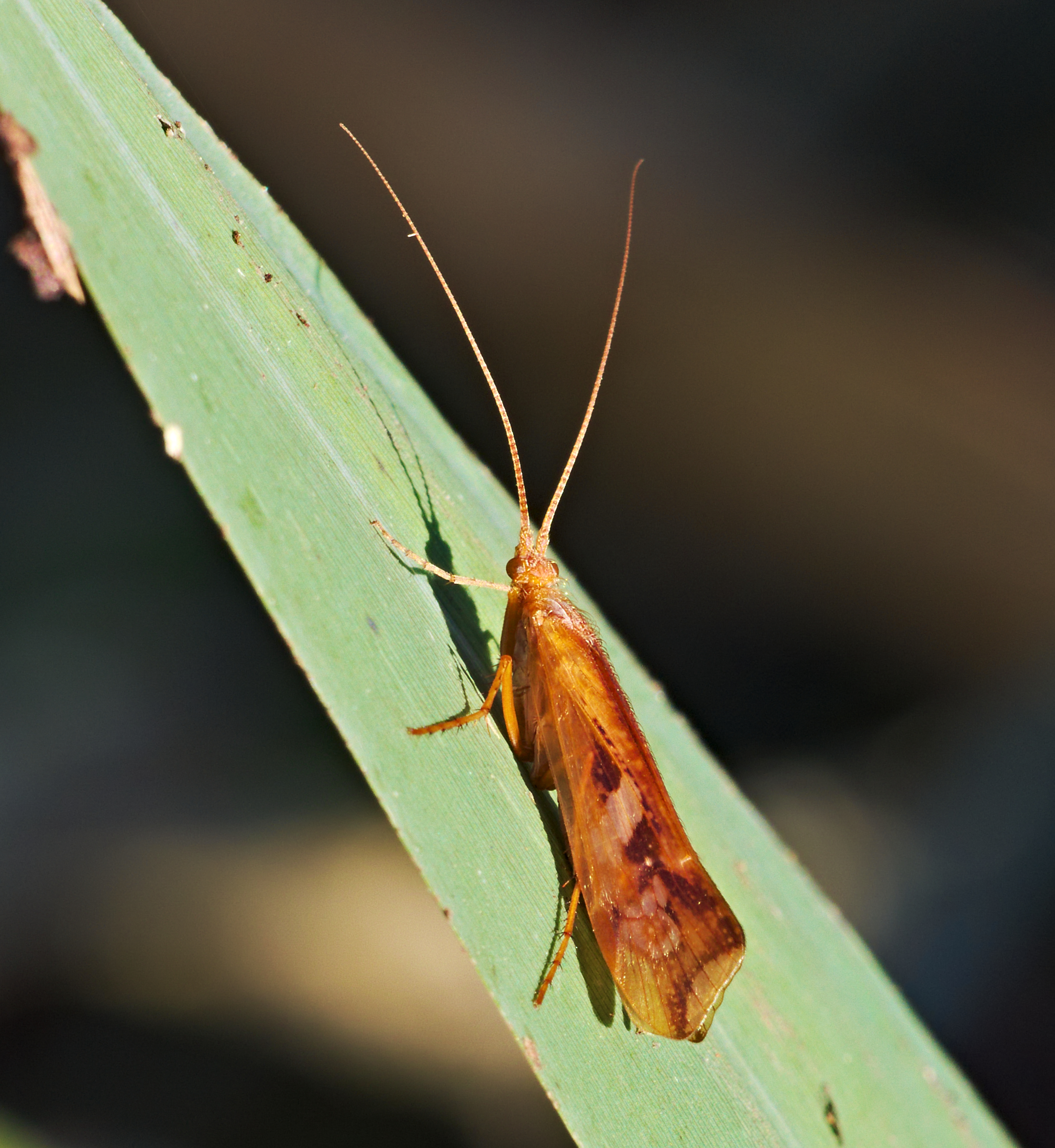
Limnephilus rhombicus

Limnephilus rhombicus ist eine Art der Köcherfliegen und holarktisch verbreitet.

## Merkmale
Die Körperlänge beträgt 10–19 mm, die Flügelspannweite bis zu 45 mm. Die Grundfarbe des Körpers ist orangebraun. Die ebenfalls orangebraunen schmalen Vorderflügel haben eine nahezu gerade Vorderkante und sind an der Spitze abgestutzt. Manchmal sind sie etwas blasser als der restliche Körper. Namensgebend ist der rhombenförmige helle Fleck in der Mitte der Vorderflügel, der oft von zwei dunklen, querbalkenförmigen Flecken gerahmt wird. Die Hinterflügel sind breit und durchsichtig. In Ruhestellung werden die Flügel dachförmig über dem Körper gefaltet. Es gibt zahlreiche ähnliche Arten der Gattung Limnephilus, die nur durch eine Untersuchung der Genitalien bestimmt werden können. Dazu zählt unter anderem Limnephilus marmoratus.

## Verbreitung und Lebensraum
Das Verbreitungsgebiet der Art erstreckt sich von Europa bis nach Ostasien. Sie wurde außerdem in Nordamerika eingeschleppt. In Europa ist die Art weit verbreitet. Im Norden besiedelt sie Island und Fennoskandinavien und kommt dabei auch nördlich des Polarkreises vor. Südlich davon ist sie von Irland und Großbritannien bekannt, aus Dänemark, Estland, Lettland und Litauen. Noch weiter südlich lebt sie in nahezu ganz Mitteleuropa und kommt südwestlich bis in den Norden der Iberischen Halbinsel vor. Im Süden kommt sie bis auf die Apenninhalbinsel vor, im Südosten bis nach Griechenland. Östlich davon lebt die Art von Osteuropa bis nach Russland, wo sie östlich bis in die Regionen um den Baikalsee gefunden werden kann. In Nordamerika besiedelt sie Kanada und die Vereinigten Staaten, wo sie im Norden auch aus dem südlichen Alaska bekannt ist. Die meisten Nachweise stammen jedoch aus der Region um die Großen Seen. In Deutschland gilt die Art als ungefährdet.
Die Larven leben in wasserpflanzenreichen Gewässern und Torfmooren. Die Gewässer können sowohl langsam fließend als auch stehend sein und es handelt sich meist um Ströme, Sümpfe, Seen oder Teiche. Dabei ist die Art sehr euryök in Bezug auf den pH-Wert und kommt außerdem auch in Brackwasser vor. Bevorzugt werden detritusreiche Gewässer mit sandigen oder schlammigen Böden.

## Lebensweise
Adulte Insekten finden sich von Mai bis Juni und von Juli bis September. Im Sommer findet häufig eine Sommerruhe statt. Die Larven ernähren sich von Algen und Wasserpflanzen der Gewässerränder, seltener von tierischem Material. Sie bauen Köcher aus Pflanzenresten, in die manchmal auch Stücke von Schneckenschalen und andere Materialien eingebaut werden.

## Taxonomie
Die Art wurde 1758 von Carl von Linné als Phryganea rhombica erstbeschrieben. Es existieren noch weitere Synonyme und Falschschreibungen der Art, dazu zählen: Limnophilus rhombicus, Phryganea rhombicoidicus Berkenhout, 1795, Limnephilus combinatus Walker, 1852, Limnophilus miser McLachlan, 1875 und Limnephilus chilcotinensis Nimmo, 1991. Es sind neben dem Nominotypischen Taxon zwei Unterarten bekannt:
- Limnephilus rhombicus monolobatus Martynov, 1910
- Limnephilus rhombicus reseri Malicky, 1985